# Perth Arena
Perth Arena — крытый спортивно-концертный комплекс, расположенный в Перте, Австралия.
Арена входит в комплекс Perth City Link. Её официальное открытие состоялось 18 ноября 2012 года.

## Общая информация
Арена разработана архитектурными бюро Ashton Raggatt McDougall и Cameron Chisholm Nicol. В зависимости от назначения число посадочных мест вокруг площадки может варьироваться от 15 500 человек для концертов до 12 000 человек для игр местной баскетбольной лиги. Комплекс имеет раздвижную крышу; в зале имеются 36 мест категории «люкс»; под ареной имеется автостоянка на 680 машин. При комплексе имеются пять выделенных функциональных пространств; грузовики с оборудованием имеют возможность въезжать прямо в зал арены.
В комплексе проводит домашние матчи баскетбольный клуб Perth Wildcats; а также на Арене проходят игры теннисного Кубка Хопмана.